# 硬叶柯
硬叶柯（学名：Lithocarpus crassifolius）是壳斗科柯属的植物。分布在老挝、越南以及中国大陆的云南等地，生长于海拔2,700米的地区，一般生于山地常绿阔叶林中，目前尚未由人工引种栽培。